# Blastotrochus
Blastotrochus is een geslacht van neteldieren uit de klasse van de Anthozoa (bloemdieren).

## Soort
- Blastotrochus nutrix Milne Edwards & Haime, 1848